# NGC 262
NGC 262 (również PGC 2855 lub UGC 499) – galaktyka spiralna (S0-a), znajdująca się w gwiazdozbiorze Andromedy. Została odkryta 17 września 1885 roku przez Lewisa Swifta. NGC 262 jest galaktyką Seyferta typu 2.